# 中坂美祐
中坂 美祐（なかさか みゆ、2005年〈平成17年〉6月11日 - ）は、日本のアイドルであり、女性アイドルグループSKE48チームEのメンバーである。
愛知県名古屋市出身。ゼスト所属。

## 略歴
2018年1月、「第3回AKB48グループ ドラフト会議」の指名候補者に選出されるも落選。同年12月9日、SKE48第9期生オーディションに合格。同月31日に『SKE48 忘れられない大忘年会2018』において、SKE48の9期研究生としてお披露目される。
2019年2月19日、SKE48「青春ガールズ」公演で劇場デビュー。
2020年10月5日、配信イベントとしてAichi Sky Expoで開催された「SKE48 12th Anniversary Fes 2020 ～12公演一挙披露祭～」12周年特別LIVEにおいて、正規メンバーへの昇格と松本チームS所属が発表される。同月10日より、チームSとしての活動を開始する。
2021年2月3日発売のSKE48の27thシングル「恋落ちフラグ」で、シングル表題曲選抜メンバーに選出される。
2024年4月6日より、CBCラジオにて自身の冠番組である「SKE48中坂美祐の元祖鯱もなかさかラジオ」の放送が開始される。
2025年1月1日、SKE48劇場にて新チーム体制にともなうメンバー編成の発表が行われ、チームEへの配属が発表された。

## 人物
- 母は三重の田舎出身、父は岐阜の田舎出身であるが、自身は名古屋生まれ名古屋育ちの都会っ子である[1]。なお兄弟はおらず一人っ子である[8]。
- 好きな食べ物はネギトロ丼、アイス、唐揚げ[1]。
- 名古屋市営地下鉄が大好きでイベントにも通うほどである[9]。
- 元サッカー部でサッカー歴は4年ほどある[10]。観に行くのも好きで名古屋グランパスとFC岐阜を応援している[11]。
- プロ野球は、中日ドラゴンズのファンである。SKE48加入後に数試合、ナゴヤドームに行っている。
- サッカー以外では、水泳を習っていた。

### SKE48
- 愛称は「なかちゃん」。
- キャッチフレーズは「私を(me)あなたは(you)好きになるー(みゆー)SKE48にやって来た元気娘！」を使用してる[12]。
- メンバーカラーは青と白とオレンジ[12]。
- 憧れの先輩は大矢真那と松村香織である[13]。

## SKE48での参加曲

### シングル選抜曲
SKE48名義
- 「FRUSTRATION」に収録
  - 滑り台から - 「研究生」名義
- 「ソーユートコあるよね?」に収録
  - 恋の根拠 - 「ハイウェイガールズ」名義
- 恋落ちフラグ
- 「あの頃の君を見つけた」に収録
  - 世界のスーパーヒーロー
- 「心にFlower」に収録
  - じゃないロマンティック
- 「絶対インスピレーション」に収録
  - New Ager
- 「好きになっちゃった」に収録
  - パレオはエメラルド（2023 ver.） - 「SHOWROOM選抜」名義
  - 愛してるって言われたことがない - 「Team S」名義
- 「愛のホログラム」に収録
  - どうでもよくない - 「Team S」名義
- 「告白心拍数」に収録
  - 言えなくてタコス - 「Team S」名義
  - 純情川 - 「SKE48 ミミフィーユ」名義
- 「Tick tack zack」に収録
  - 心よ 声を上げろ! - 「Team E」名義
  - Speak honestly - 「SKE48 ミミフィーユ」名義

### 劇場公演ユニット曲
SKE48「青春ガールズ」公演
- 雨の動物園（杉山愛佳、都築里佳のアンダー）

チームS 7th Stage 「愛を君に、愛を僕に」
- 恋するつぼみ

チームE 7th Stage「RESET」
- 奇跡は間に合わない

## 出演

### CM・広告
- あかのれんコーデモデル（2024年 - ）[14][15]

### ラジオ
- SKE48中坂美祐の元祖鯱もなかさかラジオ（2024年4月6日 - 、CBCラジオ）[6]